# Abdul Hadi Yahya
Abdul Hadi Bin Yahya (6 mars 1985 à Kelang, Selangor) est un footballeur professionnel malaisien qui évolue comme attaquant avec le club de Selangor United au sein de la Super League de Malaisie. Il évolue auparavant avec les clubs Selangor FA de 2005 à 2007, PKNS FC entre 2007 et 2008, au Kuala Lumpur FA entre 2009 et 2010, T-Team FC (en),  Terengganu FA, Perak en 2013 puis de nouveau en 2017 parès un nouveau passage au club de Selangor FA de 2014 à 2016, Marcerra United (en).
Il est connu pour sa capacité de buteur prolifique qu'il a montrée continuellement dans la ligue domestique.

## Biographie

### Carrière
Abdul Hadi commence sa carrière au sein de l'équipe de Selangor où il fait ses débuts en équipe première en 2006. Après avoir quitté son club formateur, il cherche à améliorer son jeu avec le club de la Klang Valley (en), PKNS FC, club rival de la Kuala Lumpur Football Association. Ce changement s’avère être un succès car il a commencé à marquer des buts et développe son potentiel. Il s'est ensuite déplacé sur la côte est de la Malaisie pour jouer au PBDKT T-Team FC, club de la ville de Kuala Terengganu, pour la saison 2010 de la Super League de Malaisie.
Il signe pour la saison 2011 avec le club Terengganu FA. Il devient l'un des meilleurs attaquants de Malaisie et contribue à la victoire de son équipe lors de cette édition de la FA Cup. Son club termine deuxième derrière Kelantan FA en Super League de Malaisie. Abdul Hadi termine en tête du classement des buteurs de la ligue avec un nombre total de 20 buts.
Il rejoint Perak FA pour la saison 2013 de la Super League de Malaisie.

#### Équipe nationale
Grâce à sa bonne saison 2011 avec Terengganu, il est convoqué en équipe de Malaisie pour le match amical contre Hong Kong. Il fait ses débuts en sélection en tant que remplaçant, et marque son premier but international après seulement six minutes de jeu, le 3 juin 2011,.
| #  | Date            | Lieu                                        | Opposant  | Score | Résultat | Compétition                                                                   |
| -- | --------------- | ------------------------------------------- | --------- | ----- | -------- | ----------------------------------------------------------------------------- |
| 1. | 3 juin 2011     | Terrain de sports de Siu Sai Wan, Hong Kong | Hong Kong | 1–1   | Nul      | Match amical.                                                                 |
| 2. | 23 juillet 2011 | Stade Jalan Besar, Singapour                | Singapour | 3–5   | Perdu    | Qualification pour la Coupe du Monde de la FIFA 2014 - Deuxième tour de l'AFC |

## Palmarès
Équipe:
- Coupe de la Malaisie F.A en 2011.

Individuel:
- Meilleur buteur de la Super League de Malaisie en 2011.